# Choaib Belhaj Salah
Choaib Belhaj Salah (4 de junho de 1987) é um jogador de vôlei de praia tunisiano.

## Carreira
Choaib Belhaj Salah representou, ao lado de Mohamed Arafet Naceur, seu país nos Jogos Olímpicos de Verão. Nos Jogos Olímpicos de Verão de 2016, terminand na fase de grupos.